# Nahan
Nahan is een nagar panchayat (plaats) in het district Sirmaur van de Indiase staat Himachal Pradesh. 

## Demografie
Volgens de Indiase volkstelling van 2001 wonen er 25.972 mensen in Nahan, waarvan 54% mannelijk en 46% vrouwelijk is. De plaats heeft een alfabetiseringsgraad van 80%. 